# Waliv
Waliv è una suddivisione dell'India, classificata come census town, di 15.312 abitanti, situata nel distretto di Thane, nello stato federato del Maharashtra. In base al numero di abitanti la città rientra nella classe IV (da 10.000 a 19.999 persone).

## Geografia fisica
La città è situata a 19° 25' 32 N e 72° 51' 41 E.

## Società

### Evoluzione demografica
Al censimento del 2001 la popolazione di Waliv assommava a 15.312 persone, delle quali 8.893 maschi e 6.419 femmine. I bambini di età inferiore o uguale ai sei anni assommavano a 2.488, dei quali 1.292 maschi e 1.196 femmine. Infine, coloro che erano in grado di saper almeno leggere e scrivere erano 10.644, dei quali 6.811 maschi e 3.833 femmine.